# Harold Shea
Harold Shea je hlavní postava cyklu fantasy novel, který ve spolupráci s dalšími autory vytvořil americký spisovatel Lyon Sprague de Camp. Je to psycholog, který buď sám nebo se svými kolegy cestuje do různých paralelních světů, zejména severské či irské mytologie, kde jsou prastaré mýty a pověsti realitou. V těchto světech pak prožívá různá humorná dobrodružství.

## První cyklus
První cyklus vznikl v letech 1940–1954 ve spolupráci se spisovatelem  Fletcherem Prattem, který se skládá z následujících pěti novel:
- The Roaring Trumpet (1940, Hřmící trubka), Harold Seha se omylem ocitne ve světě severské mytologie, kde se blíží Ragnarök, poslední bitva mocností dobra a zla.
- The Mathematics of Magic (1940, Matematika magie), novela se odehrává ve světě alegorického eposu Edmunda Spensera Královna víl.
- The Castle of Iron (1941, Železný zámek), novela se odehrává ve světě eposu Zuřivý Roland od Ludovica Ariosta.
- The Wall of Serpents (1953, Hadí zeď), příběh se odehrává ve světě karelo-finského národního eposu Kalevala.
- The Green Magician (1954, Zelený čaroděj), novela se odehrává ve světě irské mytologie.

Novely vyšly prvně v pulpových magazínech, následovala knižní vydání:
- The Incomplete Enchanter (1941), obsahuje novely The Roaring Trumpet" a The Mathematics of Magic.
- The Castle of Iron (1950), román vzniklý rozšířením původní novely.
- Wall of Serpents (1960), obsahuje novely The Wall of Serpents a The Green Magician.
- The Compleat Enchanter (1975), obsahuje The Roaring Trumpet, The Mathematics of Magic a The Castle of Iron.
- The Complete Compleat Enchanter (1989), souborné vydání cyklu.

## Druhý cyklus
V devadesátýáh letech vznik druhý cyklus, na kterém se kromě de Campa podíleli i další autoři:
- Sir Harold and the Gnome King (1990, Sir Harold a král gnómů), příběh novely se odehrává ve světě Čaroděje ze země Oz od Lymana Franka Bauma.
- Professor Harold and the Trustees (1992), napsal Christopher Stasheff, novela se opět odehrává ve světě eposu Zuřivý Roland od Ludovica Ariosta.
- Sir Harold and the Monkey King (1992, Sir Harold a Opičí král), napsal Christopher Stasheff, odehrává se ve světě klasického čínského románu Putování na západ.
- Knight and the Enemy (1992, napsala Holly Lisleová, odehrává se ve světě románu Důmyslný rytíř Don Quijote de la Mancha od Miguela de Cervantese y Saavedry.
- Arms and the Enchanter (1992) napsal John Maddox Roberts, odehrává se ve světě Vergiliova eposu Aeneis.
- Enchanter Kiev (1995), napsal Roland J. Green & Frieda A. Murrayová, odehrává se ve světě ruského eposu Slovo o pluku Igorově.
- Sir Harold and the Hindu King (1995, Sir Harold a indický král), napsal Christopher Stasheff. odehrává se ve světě indických Démonových povídek a sbírky arabských pohádek Tisíc a jedna noc.
- Sir Harold of Zodanga (1995, Sir Harold ze Zonangy), odehrává se v Burroughsově Barsoomu na Marsu
- Harold Shakespeare (1995), napsal Tom Wham, odehrává ae na Prosperově ostrově ze Shakespearovy divadelní hry Bouře (základem pro tuto novelu byl gamebook Toma Whama Prospero's Isle z roku 1987).

Knižně je druhý cyklus obsažen ve dvou svazcích:
- The Enchanter Reborn (1992), obsahuje Professor Harold and the Trustees, Sir Harold and the Gnome King, Sir Harold and the Monkey King, Knight and the Enemy a Arms and the Enchanter.
- The Exotic Enchanter (1995), obsahuje Enchanter Kiev, Sir Harold and the Hindu King. Sir Harold of Zodanga a Harold Shakespeare.

Roku 2005 napsal Lawrence Watt-Evans ještě jednu pokračování daného cyklu, novelu Return to Xanadu (Návrat do Xanadu), která se odehrává ve světě Coleridgeho poemy Kublajchán.